# Клод де Монтагю
Клод де Монтагю (фр. Claude de Montagu; ок. 1405—1470), сеньор де Куш, д'Эпуасс, де Лонгви, де Ла-Ферте-Шодрон — последний мужской представитель Старшего Бургундского дома, рыцарь ордена Золотого руна.

## Биография
Сын Жана II де Монтагю и Жанны де Мелло. Жан был прямым мужским потомком Александра (1170—1205), сеньора де Монтагю — 2-го сына Гуго (Юга) III, герцога Бургундии.
22 февраля 1432 женился на Луизе де Ла Тур (ок. 1410 — 14.07.1472), второй дочери барона Бертрана IV де Ла Тур и графини Марии Овернской и Булонской, вдове Тристана де Клермон-Лодев. Приданое составляло 22 тыс. экю, часть из которых была потрачена на выкуп за Клода, взятого в плен сеньором де Гокуром.
Оливье де Ла Марш под 1450 годом называет Клода де Монтагю «великим бургундским сеньором, весьма известным во всем, что положено рыцарю».
Филипп III Добрый назначил его одним из своих советников и камергеров. В 1468 году на капитуле в Брюгге Клод де Монтагю был принят Карлом Смелым в рыцари ордена Золотого руна на место Жана де Обурдена. После этого он принял полный Бургундский герб, поскольку остался последним в роду прежних герцогов Бургундии.
В 1469 году назначил прево и пятерых каноников в капеллу замка Куш, возведенную в ранг коллегиальной церкви кардиналом Жаном Роленом, епископом Отёнским.
В 1470 году погиб в бою у Бюсси.

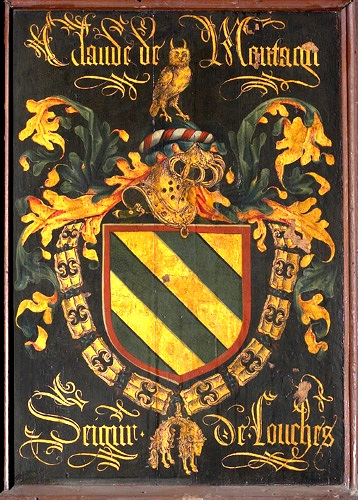
Герб Клода де Монтагю

Законного потомства не имел, и его владения были унаследованы родственниками по женской линии. Сеньория Куш досталась Клоду де Блези, виконту д’Арне.
От связи с Жилеттой N была внебрачная дочь:
- Жанна де Монтагю. Легитимизирована Людовиком XI в сентябре 1461 года. Муж (ок. 1450): Юг де Рабютен, оруженосец, сеньор д’Эпири и де Балор. Потомками от этого брака были бароны де Сюлли, Шанталь, Бюсси-Рабютен и сеньоры д’Юбан.